# Костромской округ
Костромской округ — административно-территориальная единица Ивановской Промышленной области, существовавшая в 1929—1930 годах.
Костромской округ был образован в 1929 году. Центром округа был назначен город Кострома.
Округ был разделён на 14 районов:
- Буйский,
- Галичский,
- Заволжский,
- Костромской,
- Красносельский,
- Молвитинский,
- Нейский,
- Нерехтский,
- Палкинский,
- Парфеньевский,
- Солигаличский,
- Судайский,
- Судиславский,
- Чухломский.

30 июля 1930 Костромской округ, как и большинство остальных округов СССР, был упразднён. Его районы отошли в прямое подчинение Ивановской Промышленной области.